# Gomphandra palustris
Gomphandra palustris är en järneksväxtart som beskrevs av Schori. Gomphandra palustris ingår i släktet Gomphandra och familjen Stemonuraceae. Inga underarter finns listade i Catalogue of Life.